# Amarcord (soundtrack)
Amarcord is de originele soundtrack, gecomponeerd door Nino Rota en gedirigeerd door Carlo Savina voor de film Amarcord uit 1973 van Federico Fellini. Het album werd uitgebracht in 1974 door CAM.

## Tracklijst
Alle muziek en teksten zijn geschreven door Nino Rota, tenzij anders vermeld. 
| 1.                 | Amarcord | 2:06 |
| 2.                 | La Fogaraccia | 2:14 |
| 3.                 | Le "Manine" Di Primavera | 3:09 |
| 4.                 | Lo Struscio: Quel Motivetto Che Mi Piace Tanto * / Stormy Weather ** / La Cucaracha *** (geschreven door Dan Caslar & Michele Galdieri * / Harold Arlen & Ted Koehler ** / Domenico Savino & Michele Galdieri ***) | 3:55 |
| 5.                 | L'Emiro E Le Sue Odalische: Salomé / Abat-Jour | 2:28 |
| 6.                 | Gary Cooper | 1:20 |
| 7.                 | La Gradisca E Il Principe | 2:25 |
| 8.                 | Ti Ricordi Di "Siboney" (geschreven door Ernesto Lecuona) | 2:05 |
| 9.                 | Danzando Nella Nebbia | 1:48 |
| 10.                | Tutti A Vedere Il Rex | 2:26 |
| 11.                | Quanto Mi Piace La Gradisca | 3:09 |
| 12.                | La Gradisca Si Sposa E Se Ne Va | 2:14 |
| Totale duur: 29:26 | |      |

## Hitnoteringen

### NPO Klassiek Filmmuziek Top 200
| Amarcord in de NPO Klassiek Filmmuziek Top 200 | Amarcord in de NPO Klassiek Filmmuziek Top 200 | Amarcord in de NPO Klassiek Filmmuziek Top 200 | Amarcord in de NPO Klassiek Filmmuziek Top 200 |
| Jaar                                           | 2016                                           | 2024                                           | 2025                                           |
| ---------------------------------------------- | ---------------------------------------------- | ---------------------------------------------- | ---------------------------------------------- |
| Positie                                        | 36                                             | 143                                            | 154                                            |